# Jean Ier de Châteauvillain
Jean Ier de Châteauvillain, dit l'Aveugle, né après 1226 et mort après août 1313, est seigneur de Châteauvillain, Arc-en-Barrois, Baye, Nesle et Villenauxe au milieu et à la fin du XIIIe siècle. Il est le fils aîné de Simon Ier de Châteauvillain et de son épouse Alix de Semur. Par sa grand-mère paternelle, il est d'origine capétienne.
Il participe avec le roi de France Saint-Louis à la septième croisade et combat à la prise de Damiette ainsi qu'à la bataille de Mansourah avant d'être fait prisonnier avec le roi lors de la bataille de Fariskur. Il est ensuite libéré contre le paiement d'une rançon mais aurait auparavant eu les yeux crevés.
De retour en France, il succède quelque temps après à son père comme seigneur de Châteauvillain et d'autres lieux. Il consacre alors une partie de sa vie à des fondations religieuses et autres libéralités. Un de ses fils, Jean de Châteauvillain, deviendra évêque de Châlons.
À cause de son grand âge, il renonce à ses titres de seigneur et c'est son fils aîné Simon II de Châteauvillain qui lui succède. Il meurt plusieurs années après à un âge fort avancé.

## Biographie

### Origines
Jean Ier de Châteauvillain est le fils de Simon Ier de Châteauvillain, seigneur de Châteauvillain, Arc-en-Barrois, Baye, Nesle et Villenauxe et de son épouse Alix de Semur.
Il est d'ascendance capétienne par sa grand-mère maternelle Isabelle de Dreux, dame de Baudement, fille de Robert Ier de Dreux, comte de Dreux et cinquième fils du roi des Francs Louis VI le Gros, et d'Agnès de Baudement, comtesse de Braine.
La famille de Châteauvillain est une branche cadette de la Maison de Broyes, son père étant le fils cadet d'Hugues III de Broyes,.

### Participation à la septième croisade

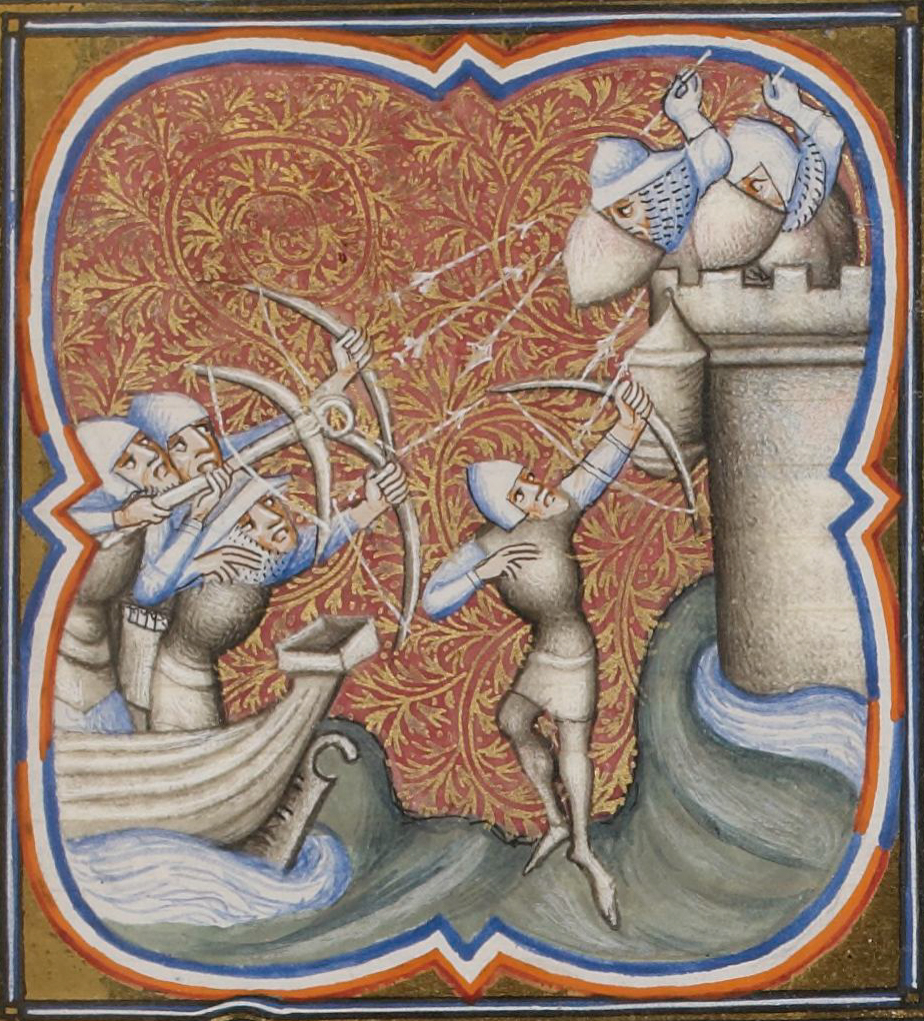
Arrivée de la flotte croisée à Damiette.

En 1248, il accompagne son suzerain Saint-Louis lors de la septième croisade et embarque à Aigues-Mortes le 25 août 1248.
Après un hivernage de plusieurs mois à Chypre, l'armée croisée arrive à l'embouchure du Nil. Il combat ensuite à la prise de Damiette puis lors de la bataille de Mansourah alors que l'armée franque est ravagée par les maladies. Enfin, lors de la bataille de Fariskur, il est fait prisonnier avec le roi de France par les musulmans.
Le roi paie alors sa propre rançon ainsi que celles de ses chevaliers faits prisonniers, mais le sultan aurait fait auparavant crever les yeux de trois-cents prisonniers, dont Jean Ier de Châteauvillain, avant de les libérer. À son retour en France, le roi fonde à Paris l'Hôpital des Quinze-Vingts pour venir en aide à ces chevaliers, mais Jean ne souhaite pas vivre de la charité du roi et préfère revenir vivre à Châteauvillain,

### Début de carrière
À son retour de croisade, Jean Ier de Châteauvillain rentre vivre sur les terres de son père Simon Ier de Châteauvillain auquel il succède plusieurs années plus tard, probablement peu avant 1260, bien qu'il soit déjà aveugle. Il hérite des seigneuries de ses deux parents et devient seigneur de Châteauvillain, Arc-en-Barrois, Baye, Nesle, Villenauxe, Semur et Luzy.
Tout juste devenu seigneur en titre, un de ses premiers actes est de fonder une collégiale à Châteauvillain avec un chapitre et des revenus pour dix chanoines.

### Fondations et libéralités

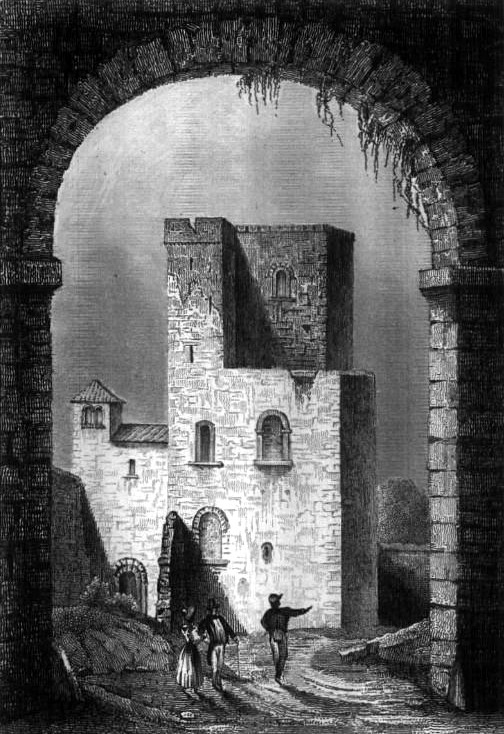
Gravure de Châteauvillain en 1838.

En 1240, alors que son père est encore vivant et qu'il n'est pas encore seigneur, il fonde le prieuré de Montrot, près d'Arc-en-Barrois,. Mais des traces de ce prieuré existent toutefois dès le XIe siècle, aussi il ne s'agirait pas d'une fondation mais plutôt d'une libéralité,. Il figure également parmi les bienfaiteurs des prieurés de Marmesse et de Vauclair.
En 1260, alors qu'il vient de devenir seigneur de Châteauvillain, il fonde dans la chapelle de son château un chapitre de dix chanoines avec l'accord de l'évêque et du pape et lui accorde tous les revenus nécessaires,. Mais la chapelle castrale est rapidement trop petite pour cette communauté, aussi cinq années plus tard il fait de l'église Saint-Berchaire la collégiale du chapitre. En 1269, le nombre de chanoines est porté à douze.
En 1286, il accorde aux habitants de Châteauvillain une charte d'affranchissement.
En 1287, il fonde à Châteauvillain un couvent des Cordeliers. La tradition raconte qu'à la fin de la construction de ce couvent résultant de ses libéralités, il émit le souhait de le voir et demanda à Dieu : si mon œuvre t'agrée, fais que je la voie une heure tout seulement, ce qui lui aurait été accordé. Il visita alors sans tarder le couvent et son église puis s'éteignit sa vue qui redevint comme avant,,.

### Fin de vie
À cause de son grand âge et des handicaps imposés par la vieillesse, Jean Ier de Châteauvillain renonce à sa charge de seigneur au profit de son fils aîné vers 1287,.
Toutefois, il vit encore de nombreuses années malgré son infirmité et survit même à ses trois fils. Il meurt après août 1313 à l'âge avancé d'environ 87 ans. Il est inhumé dans l'église du couvent des Cordeliers à Châteauvillain, détruite au XIXe siècle. Les restes de son tombeau et de son gisant sont de nos jours visibles au musée d'art et d'histoire de Chaumont.
À noter que l'historien du XVIIe siècle André Du Chesne réfute un châtiment infligé par les Sarrasins pour expliquer la cécité de Jean Ier de Châteauvillain, faute de trace historique et préfère l'attribuer à son grand âge et en fait une des causes possibles de sa résignation à ses titres,.

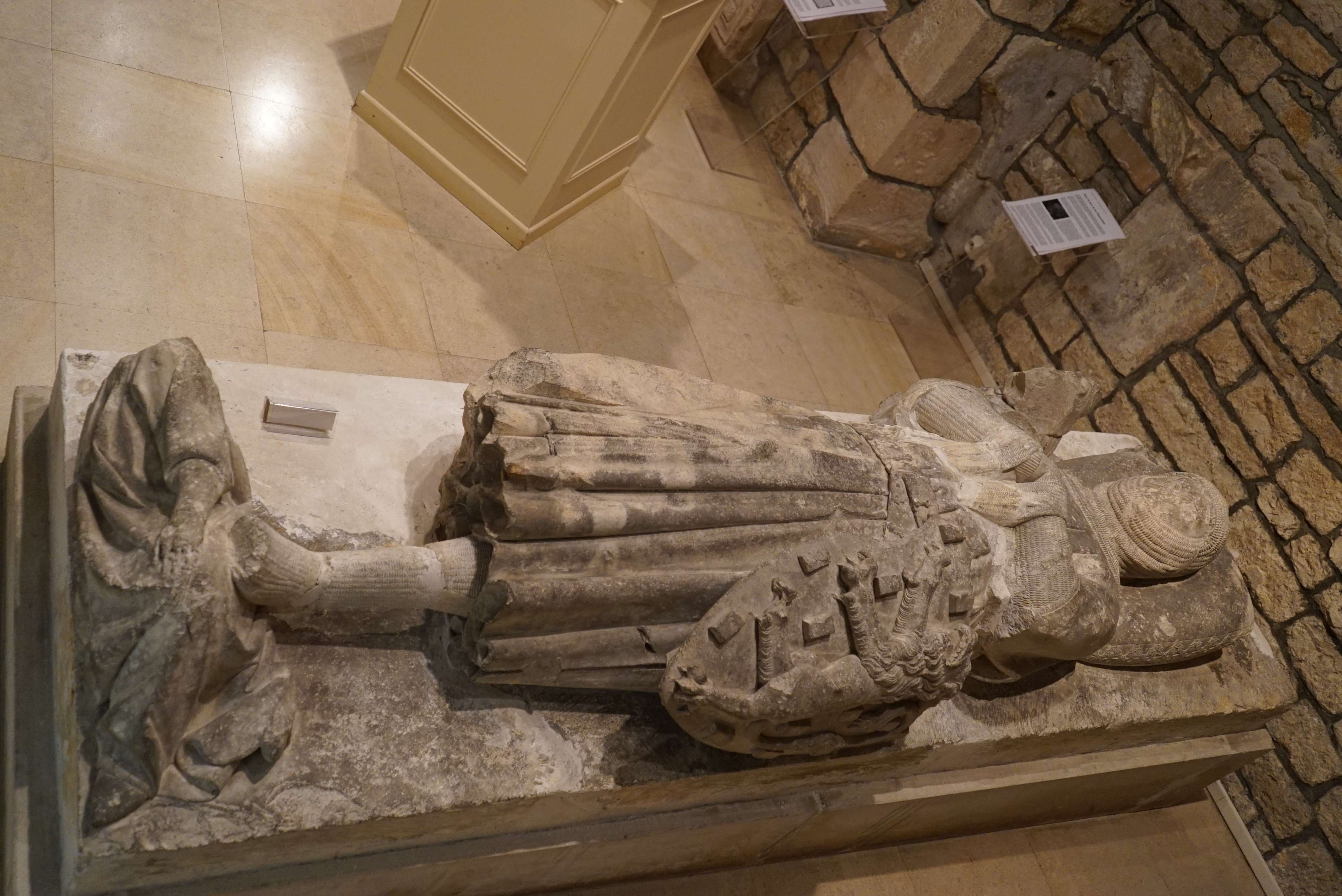
Tombeau de Jean Ier de Châteauvillain
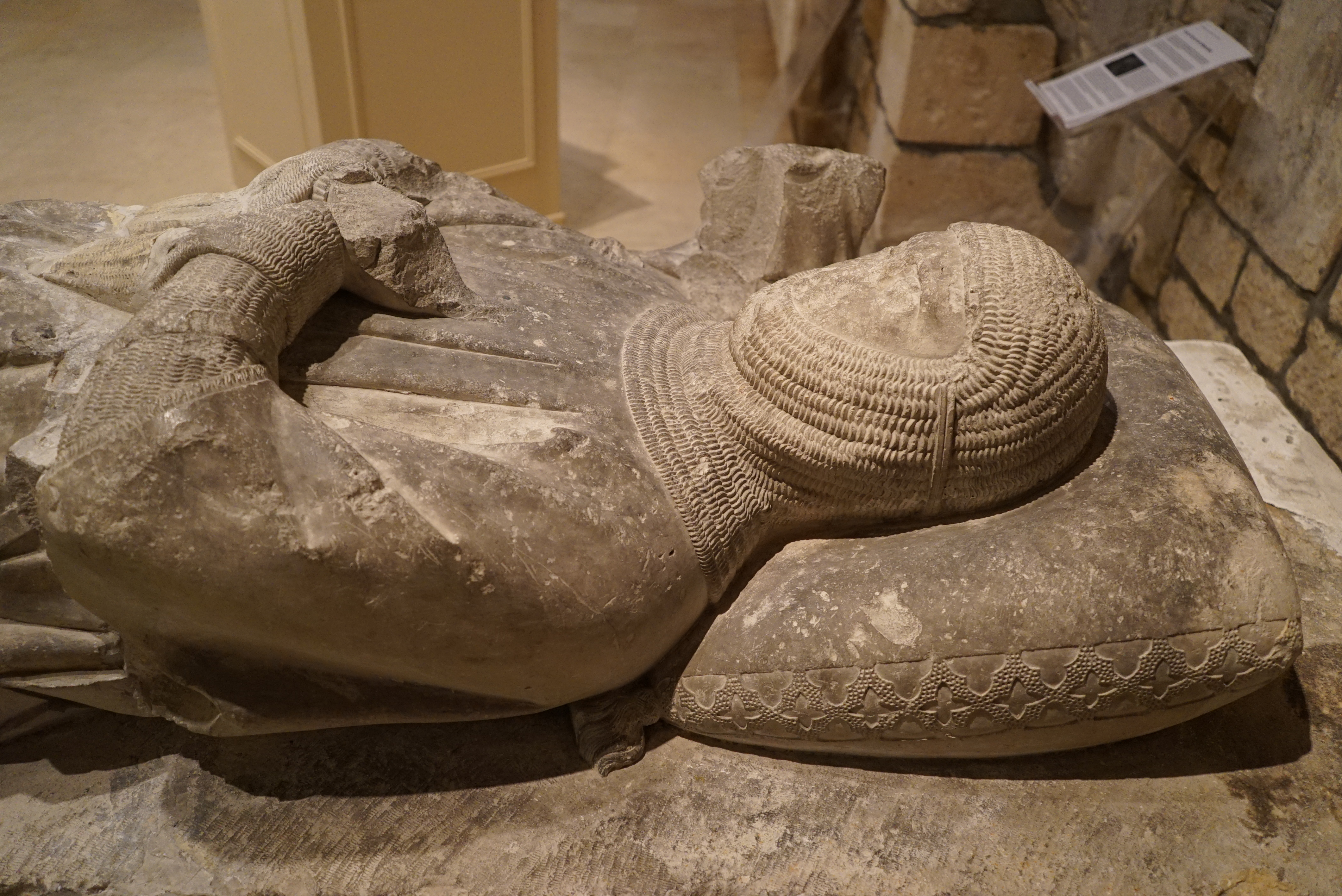
Gisant de Jean Ier de Châteauvillain

## Mariage et enfants

Blason de la maison de Milly.

Après 1240, il épouse Jeanne de Milly, fille de Gui de Milly, seigneur de Pleurs, Boissy-le-Châtel et de Montreuil-sur-Brêche, ainsi que chambellan de Champagne, et de son épouse Agnès de Reynel, avec qui il a au moins trois enfants, :
- Simon II de Châteauvillain, qui succède à son père comme seigneur de Châteauvillain.
- Gui de Châteauvillain, également appelé Guyot, qui succède à sa mère comme seigneur de Semur. Il épouse en premières noces Isabelle de Thourotte, fille de Gaucher de Thourotte, châtelain de Noyon, et de Marie de Coucy-Vervins, mais n'ont pas de postérité ensemble. Il épouse en secondes noces Isabelle de Châtillon-en-Bazois, Dame de Jaligny, fille de Hugues II de Châtillon-en-Bazois et d’Isabelle de Mello-Saint-Bris (d'où postérité) laquelle, une fois veuve se remariera en 1289 avec Robert III.
- Jean de Châteauvillain, seigneur de Pleurs et évêque de Chalons de 1284 jusqu'à sa mort en 1312.
- Alix de Châteauvillain, dame de Troissereux, qui n'a pas contracté d'union. Son épitaphe dans la nef de l'église des Cordeliers à Châteauvillain indique qu'elle décède à Montigny-dessous-Til où elle était probablement religieuse.